# Tipton (Oklahoma)
Tipton es un pueblo ubicado en el condado de Tillman en el estado estadounidense de Oklahoma. En el año 2010 tenía una población de 	847 habitantes y una densidad poblacional de 498,24 personas por km².

## Geografía
Tipton se encuentra ubicado en las coordenadas 34°30′12″N 99°8′21″O / 34.50333, -99.13917 (34.503358, -99.139064).

## Demografía
Según la Oficina del Censo en 2000 los ingresos medios por hogar en la localidad eran de $24,432 y los ingresos medios por familia eran $30,735. Los hombres tenían unos ingresos medios de $27,353 frente a los $19,375 para las mujeres. La renta per cápita para la localidad era de $12,217. Alrededor del 19.3% de la población estaban por debajo del umbral de pobreza.